# Krasne-Elżbiecin
Krasne-Elżbiecin (prononciation : [ˈkrasnɛ ɛlʐˈbjɛt͡ɕin]) est un village polonais de la gmina de Krasne dans le powiat de Przasnysz de la voïvodie de Mazovie dans le centre-est de la Pologne.

## Histoire
De 1975 à 1998, le village appartenait administrativement à la voïvodie de Ciechanów.